# 1991 DP
1991 DP är en asteroid i huvudbältet som upptäcktes den 21 februari 1991 av de båda japanska astronomerna Shigeru Inoda och Takeshi Urata i Karasuyama.
Asteroiden har en diameter på ungefär 9 kilometer och den tillhör asteroidgruppen Eos.